# Arbetarklass

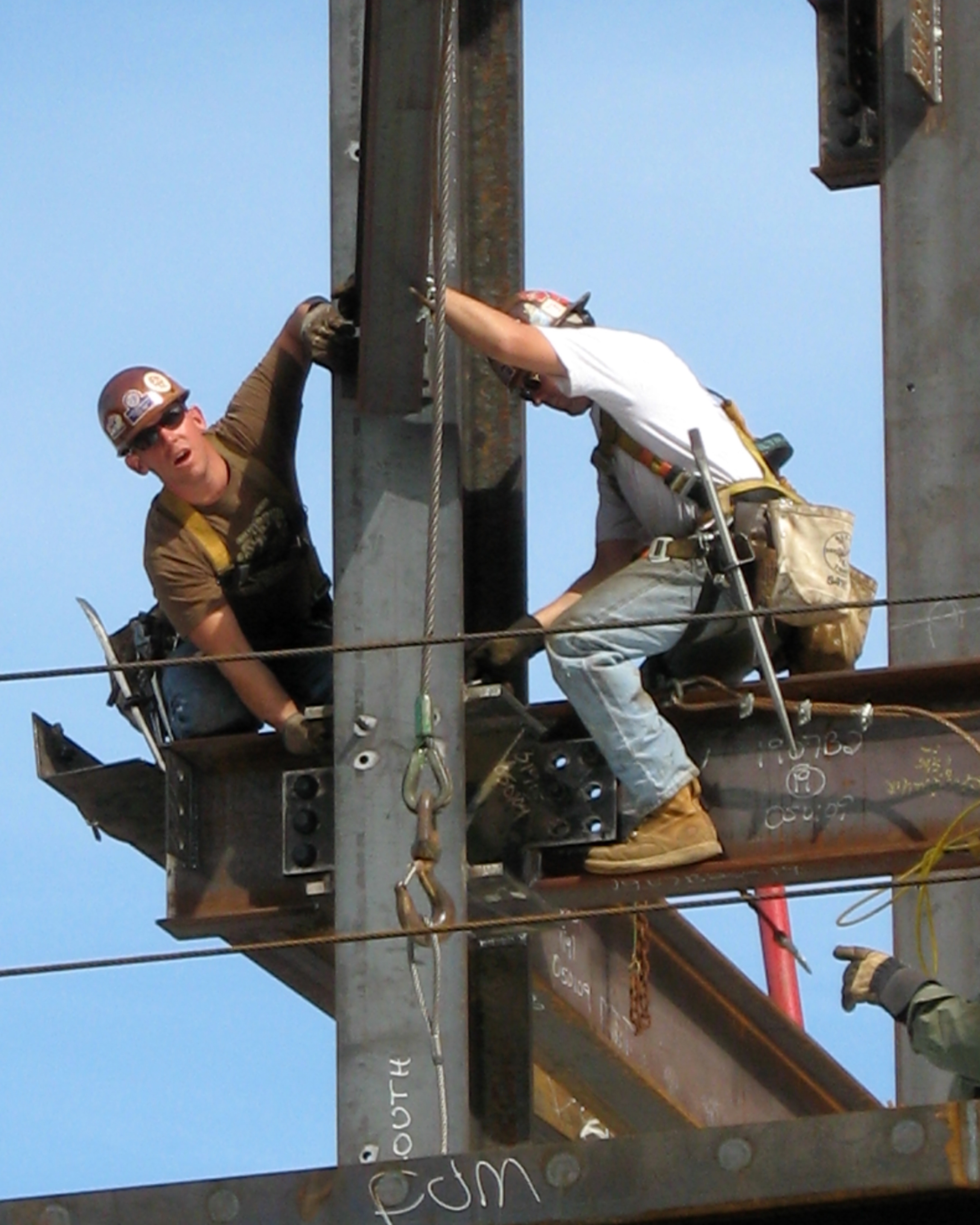
Byggarbetare tillhör arbetarklassen.

Arbetarklass är den samhällsklass, som omfattar arbetare. Definitionen används om en del av befolkningen i ett samhälle som betraktas som ett klassamhälle och syftar vanligen på en del av befolkningen som har en mindre gynnad ställning än medelklassen. 
I marxistisk teori avser arbetarklass de lönearbetare som inte har något direkt inflytande över sitt arbete - det s.k. proletariatet.
Arbetarklass kan definieras av anställda med avsaknad av högre utbildning eller begränsad autonomi i yrkesutövningen. Det senare innebär att arbetet i betydande utsträckning definieras av vilka arbetsmoment som ska utföras och i vilken grad av målet som ska uppnås. Ofta görs en åtskillnad mellan yrkesutbildad och ej yrkesutbildad arbetarklass (exempelvis kock respektive diskare).

## Arbetarklass inom marxismen
Inom marxismen finns ingen medelklass, utan man talar om lönearbetande mellanskikt samt småföretagare (småbourgeoisi) och bönder. Det finns även marxister som räknar alla löntagare till arbetarklassen: att den innefattar alla som i ett kapitalistiskt produktionssätt inte kan leva på kapitalavkastning, det vill säga "säljer sin arbetskraft"/"tvingas till lönearbete" för sitt uppehälle, oavsett ställning i övrigt. Proletariat är ett annat ord som förekommer inom marxistisk teori för denna klass och avser en person som är egendomslös i sin relation till kapitalet. Sociologen Erik Olin Wright har angivit tre former av makt och inflytande där arbetarklassen, i en marxistisk tradition, anses sakna inflytande:
- Ägande av kapital.
- Beslutanderätt över användningen av produktionsmedlen (exempelvis maskiner och annan teknik).
- Rätt att bestämma över och kontrollera andras arbetskraft.

Den marxistiska definitionen av arbetarklass är således baserad på makt och samhällsfunktion, inte materiell standard.